# روبرت د. بون
روبرت د. بون (بالإنجليزية: Robert D. Bohn)‏ هو ضابط أمريكي، ولد في 30 نوفمبر 1921 في نيناه في الولايات المتحدة، وتوفي في 3 نوفمبر 2002 في فيرفاكس في الولايات المتحدة.